# Sicyopus leprurus
Sicyopus leprurus är en fiskart som beskrevs av Sakai och Nakamura, 1979. Sicyopus leprurus ingår i släktet Sicyopus och familjen smörbultsfiskar. Inga underarter finns listade i Catalogue of Life.